# Iglesia de San Juan de Ribera de Burjasot
La iglesia de San Juan de Ribera es un templo católico situado en la calle Isabel la Católica, 23, en el municipio de Burjasot. Es Bien de Relevancia Local con identificador número 46.13.078-001.

## Historia
Se erigió como parroquia el 29 de diciembre de 1953.